# Due risate/Biberon
Due risate/Biberon è un singolo di Pippo Franco, pubblicato nel 1990.

## Descrizione
Due risate è un brano musicale scritto da Dimitri Gribanovski, Mario Castellacci e Pier Francesco Pingitore, su musica e arrangiamenti di Piero Pintucci.
Il brano era la sigla iniziale della terza edizione del programma televisivo Biberon, varietà di grande successo del sabato sera di Rai 1, andato in onda per tre edizioni e animato dalla compagnia del Il Bagaglino.
Biberon è la canzone pubblicata sul lato B del singolo, scritta dagli stessi autori. Il brano era una versione cantata da un coro femminile della sigla incisa precedentemente da Gabriella Ferri per la prima edizione del programma, eseguita dalla band fittizia Biberockband.